# Rio Lignon du Forez
O rio Lignon du Forez ou Lignon de Chalmazel é um rio localizado na região de Forez, departamento de Loire, no centro-sudeste da França. É afluente do rio Loire pela sua margem esquerda, sendo a confluência em Poncins, junto da cidade de Feurs.